# BAFTA 2015
A 68.ª cerimônia de entrega dos Prémios da Academia Britânica de Cinema ou Prêmios BAFTA de 2015 ocorreu em 8 de fevereiro de 2015 na Royal Opera House, em Londres, Reino Unido para premiar as melhores realizações do cinema em 2014. Apresentado pela British Academy of Film and Television Arts (BAFTA), os prêmios foram destinados aos longa-metragens de qualquer nacionalidade, exibidos em território britânico no ano de 2014.
Os indicados foram anunciados em 9 de janeiro por Stephen Fry e pelo ator Sam Claflin. Foi transmitida pela BBC e BBC Three, sendo também a 10º cerimônia BAFTA apresentada por Stephen Fry. A cerimônia foi aberta por uma apresentação da banda britânica Kasabian.
O filme estadunidense Boyhood venceu três de suas cinco indicações, incluindo as de Melhor Filme e Melhor Diretor para Richard Linklater. O longa The Theory of Everything foi indicado na categoria de Melhor Filme Britânico, enquanto The Lego Movie recebeu o prêmio de Melhor Animação. Citizenfour foi o vencedor na categoria de Melhor Documentário. Eddie Redmayne e Julianne Moore foram os vencedores dos prêmios de Melhor Ator e Melhor Atriz, respectivamente, e J. K. Simmons e Patricia Arquette venceram nas categorias de Melhor Ator Secundário e Melhor Atriz Secundária. The Grand Budapest Hotel venceu cinco de suas onze indicações, mais do que qualquer outra produção indicada. Jack O'Connell, por sua vez, foi considerado a Revelação do cinema britânico.

## Indicados e vencedores
- BAFTA Fellowship Award: Mike Leigh[8]
- Melhor Contribuição ao Cinema: BBC Films

Os vencedores são listados em negrito:
| Melhor Filme Boyhood – Richard Linklater e Cathleen Sutherland - Birdman or (The Unexpected Virtue of Ignorance) – Alejandro González Iñárritu, John Lesher e James W. Skotchdopole - The Grand Budapest Hotel – Wes Anderson, Scott Rudin, Steven M. Rales e Jeremy Dawson - The Imitation Game – Nora Grossman, Ido Ostrowsky e Teddy Schwarzman - The Theory of Everything – Tim Bevan, Eric Fellner, Lisa Bruce e Anthony McCarten                                             | Melhor Diretor Richard Linklater — Boyhood - Wes Anderson – The Grand Budapest Hotel - Damien Chazelle – Whiplash - Alejandro González Iñárritu – Birdman or (The Unexpected Virtue of Ignorance) - James Marsh – The Theory of Everything |
| Melhor Ator Eddie Redmayne – The Theory of Everything como Stephen Hawking - Benedict Cumberbatch – The Imitation Game como Alan Turing - Ralph Fiennes – The Grand Budapest Hotel como Monsieur Gustave H. - Jake Gyllenhaal – Nightcrawler como Louis Bloom - Michael Keaton – Birdman como Riggan Thomson | Melhor Atriz Julianne Moore – Still Alice como Alice Daly Howland - Amy Adams – Big Eyes como Margaret Keane - Felicity Jones – The Theory of Everything como Jane Hawking - Rosamund Pike – Gone Girl como Amy Dunne - Reese Witherspoon – Wild como Cheryl Strayed |
| Melhor Ator Coadjuvante J. K. Simmons – Whiplash como Terence Fletcher - Steve Carell – Foxcatcher como John du Pont - Ethan Hawke – Boyhood como Mason Evans Sr. - Edward Norton – Birdman como Mike Shiner - Mark Ruffalo – Foxcatcher como Dave Schultz | Melhor Atriz Coadjuvante Patricia Arquette – Boyhood como Olivia Evans - Keira Knightley – The Imitation Game como Joan Clarke - Rene Russo – Nightcrawler como Nina Romina - Imelda Staunton – Pride como Hefina Headon - Emma Stone – Birdman como Sam Thomson |
| Melhor Roteiro Original Wes Anderson e Hugo Guinness – The Grand Budapest Hotel - Dan Gilroy – Nightcrawler - Damien Chazelle - Whiplash - Alejandro González Iñárritu, Nicolás Giacobone, Alexander Dinelaris Jr. e Armando Bó – Birdman or (The Unexpected Virtue of Ignorance) - Richard Linklater – Boyhood | Melhor Roteiro Adaptado Anthony McCarten – The Theory of Everything - Jason Dean Hall – American Sniper - Gillian Flynn – Gone Girl - Paul King – Paddington - Graham Moore – The Imitation Game |
| Melhor Fotografia Emmanuel Lubezki – Birdman or (The Unexpected Virtue of Ignorance) - Dick Pope – Mr. Turner - Hoyte van Hoytema – Interstellar - Robert Yeoman – The Grand Budapest Hotel - Łukasz Żal e Ryszard Lenczewski – Ida | Melhor filme britânico de estreia Stephen Beresford (Roteirista) e David Livingstone (Produtor) – Pride - Gregory Burke (Roteirista) e Yann Demange (Diretor) – '71 - Elaine Constantine (Diretora/Roteirista) – Northern Soul - Paul Katis (Diretor/Produtor) e Andrew de Lotbiniere (Produtor) – Kajaki - Hong Khaou (Diretor/Roteirista) – Lilting |
| Melhor Filme Britânico The Theory of Everything – James Marsh, Tim Bevan, Eric Fellner, Lisa Bruce e Anthony McCarten - '71 – Yann Demange, Angus Lamont, Robin Gutche Gregory Burke - Paddington – Paul King e David Heyman - Pride – Matthew Warchus, David Livingstone e Stephen Beresford - The Imitation Game – Morten Tyldum, Nora Grossman, Ido Ostrowsky, Teddy Schwarzman, Graham Moore - Under the Skin – Jonathan Glazer, James Wilson, Nick Wechsler e Walter Campbell | Melhor Documentário Citizenfour – Laura Poitras - 20 Feet from Stardom – Morgan Neville, Caitrin Rogers, Gil Friesen - 20,000 Days on Earth – Iain Forsyth, Jane Pollard - Finding Vivian Maier – John Maloof, Charlie Siskel - Virunga – Orlando Von Einsiedel, Joanna Natasegara |
| Melhor Trilha Sonora Alexandre Desplat – The Grand Budapest Hotel - Jóhann Jóhannsson – The Theory of Everything - Mica Levi – Under the Skin - Antonio Sánchez – Birdman or (The Unexpected Virtue of Ignorance) - Hans Zimmer – Interstellar | Melhor Som Whiplash – Thomas Curley, Ben Wilkins, Craig Mann - American Sniper – Walt Martin (nomeação póstuma), John T. Reitz, Gregg Rudloff, Alan Robert Murray e Bub Asman - Birdman or (The Unexpected Virtue of Ignorance) – Thomas Varga, Martin Hernández, Aaron Glascock, Jon Taylor e Frank A. Montaño - The Grand Budapest Hotel – Wayne Lemmer, Christopher Scarabosio e Pawel Wdowczak - The Imitation Game – John Midgley, Lee Walpole, Stuart Hilliker, Martin Jensen e Andy Kennedy              |
| Melhor Design de Produção The Grand Budapest Hotel – Adam Stockhausen e Anna Pinnock - Big Eyes – Rick Heinrichs e Shane Vieau - The Imitation Game – Maria Djurkovic e Tatiana Macdonald - Interstellar – Nathan Crowley e Gary Fettis - Mr. Turner – Suzie Davies e Charlotte Watts | Melhores Efeitos Visuais Interstellar – Paul Franklin, Scott R. Fisher, Andrew Lockley e Ian Hunter - Dawn of the Planet of the Apes – Joe Letteri, Dan Lemmon, Erik Winquist e Daniel Barrett - Guardians of the Galaxy – Stephane Ceretti, Paul Corbould, Jonathan Fawkner e Nicolas Aithadi - The Hobbit: The Battle of the Five Armies – Joe Letteri, Eric Saindon, David Clayton e R. Christopher White - X-Men: Days of Future Past – Richard Stammers, Anders Langlands, Tim Crosbie e Cameron Waldbauer |
| Melhor Figurino The Grand Budapest Hotel – Milena Canonero - The Imitation Game – Sammy Sheldon Differ - Into the Woods – Colleen Atwood - Mr. Turner – Jacqueline Durran - The Theory of Everything – Steven Noble | Melhor Maquiagem e Caracterização The Grand Budapest Hotel – Frances Hannon e Mark Coulier - Guardians of the Galaxy – Elizabeth Yianni-Georgiou e David White - Into the Woods – Peter King e J. Roy Helland - Mr. Turner – Christine Blundell e Lesa Warrender - The Theory of Everything – Jan Sewell e Kristyan Mallett |
| Melhor Edição Whiplash – Tom Cross - Birdman – Douglas Crise e Stephen Mirrione - The Grand Budapest Hotel – Barney Pilling - The Imitation Game – William Goldenberg - Nightcrawler – John Gilroy - The Theory of Everything – Jinx Godfrey | Melhor Filme Estrangeiro Ida – Paweł Pawlikowski, Eric Abraham, Piotr Dzieciol e Ewa Puszczynska - Leviathan – Andrey Zvyagintsev, Alexander Rodnyansky e Sergey Melkumov - The Lunchbox – Ritesh Batra, Arun Rangachari, Anurag Kashyap e Guneet Monga - Trash – Stephen Daldry, Tim Bevan, Eric Fellner e Kris Thykier - Deux jours, une nuit – Jean-Pierre Dardenne, Luc Dardenne e Denis Freyd |
| Melhor Filme de Animação The Lego Movie – Phil Lord e Chris Miller - Big Hero 6 – Don Hall e Chris Williams - The Boxtrolls – Anthony Stacchi e Graham Annable | Melhor Curta-Metragem de Animação The Bigger Picture – Chris Hees, Daisy Jacobs e Jennifer Majka - Money Love Experiments – Ainslie Henderson, Cam Fraser e Will Anderson - My Dad – Marcus Armitage |
| Melhor Curta-Metragem Boogaloo and Graham – Brian J. Falconer, Michael Lennox e Ronan Blaney - Emotional Fusebox – Michael Berliner e Rachel Tunnard - The Karman Line – Campbell Beaton, Dawn King, Tiernan Hanby e Oscar Sharp - Slap – Islay Bell-Webb, Michelangelo Fano e Nick Rowland - Three Brothers – Aleem Khan, Matthieu de Braconier e Stephanie Paeplow | Melhor Ator/Atriz em Ascensão Jack O'Connell - Gugu Mbatha-Raw - Margot Robbie - Miles Teller - Shailene Woodley |

## Indicações e prêmios múltiplos
Prêmios
- 5 prêmios: The Grand Budapest Hotel
- 3 prêmios: Boyhood, The Theory of Everything, Whiplash

Indicações
- 11 indicações: The Grand Budapest Hotel
- 10 indicações: Birdman or (The Unexpected Virtue of Ignorance) e The Theory of Everything
- 9 indicações: The Imitation Game